# Gilbert Legay
Gilbert Legay es un deportista francés que compitió en judo. Ganó una medalla de plata en el Campeonato Europeo de Judo de 1959, en la categoría 3.er dan.

## Palmarés internacional
| Campeonato Europeo | Campeonato Europeo | Campeonato Europeo | Campeonato Europeo |
| Año                | Lugar              | Medalla            | Categoría          |
| ------------------ | ------------------ | ------------------ | ------------------ |
| 1959               | Viena (Austria)    | Medalla de plata   | 3.er dan           |